# Ферула жестковатая
Ферула жестковатая (лат. Ferula rigidula) — цветковое растение, вид рода Ферула (Ferula) семейства Зонтичные (Apiaceae).
Растёт на сухих склонах.
Встречается в Иране и горах Кавказа.
Плоды содержат до 0,45 % эфирного масла, почти бесцветного, с резким запахом.
Зрелые плоды используют как пряность на Кавказе.

## Ботаническое описание
Многолетнее растение высотой 50—100 см. Стебель сизоватый, голый или рассеяно шероховато-волосистое, тонкий, вверху метельчато ветвящийся.
Прикорневые листья на длинных черешках, пластинка в очертании треугольная, многократно перисторассеченная. Стеблевые листья с уменьшенной плавтиной, верхушечные — представляют собой стеблеобъемлющее влагалище.
Зонтики разные; центральные — 6—10 лучевые, шириной 5—6 см, на коротких черешках или почти сидячие; боковые — 1—3 лучевые, на длинных ножках. Зонтички 10—15 цветковые; лепестки жёлтые, длиной 1 мм, обратнояйцевидные, на вершине заострённые.
Плоды крупные. Полуплодики эллиптические или овально-эллиптические, со спинки немного выпуклые, ро рёбрам — угловатые, длиной 10—12 мм, шириной 5,5—6 мм.
Цветёт в июне—июле.

## Таксономия
Вид Ферула жестковатая Ферула (Ferula) входит в род семейства Зонтичные (Apiaceae) порядка Зонтикоцветные (Apiales).
|  |                                      |  |                                                             |                                                             |                     |  | ещё 8 семейств (согласно Системе APG II) | ещё 8 семейств (согласно Системе APG II) |                        |  |  |  | ещё около 170 видов |
|  |                                      |  |                                                             |                                                             |                     |  | ещё 8 семейств (согласно Системе APG II) | ещё 8 семейств (согласно Системе APG II) |                        |  |  |  | ещё около 170 видов |
|  |                                      |  |                                                             | порядок Зонтикоцветные                                      |                     |  |                                          |                                          | род Ферула             |  |  |  |                     |
|  |                                      |  |                                                             | порядок Зонтикоцветные                                      |                     |  |                                          |                                          | род Ферула             |  |  |  |                     |
|  | отдел Цветковые, или Покрытосеменные |  |                                                             |                                                             | семейство Зонтичные |  |                                          |                                          | вид Ферула жестковатая |  |  |  |                     |
|  | отдел Цветковые, или Покрытосеменные |  |                                                             |                                                             | семейство Зонтичные |  |                                          |                                          |                        |  |  |  |                     |
|  |                                      |  | ещё 44 порядка цветковых растений (согласно Системе APG II) | ещё 44 порядка цветковых растений (согласно Системе APG II) |                     |  |                                          | ещё более 300 родов                      | ещё более 300 родов    |  |  |  |                     |
|  |                                      |  |                                                             | ещё 44 порядка цветковых растений (согласно Системе APG II) |                     |  |                                          |                                          | ещё более 300 родов    |  |  |  |                     |